# Rebeca Gerschman
Rebeca Gerschman (Carlos Casares, 1903 - Carlos Casares, 1986) foi uma fisióloga e bióloga argentina cujas contribuições foram relevantes para fisiologia e biologia.
Postulou a teoria Gerschman sobre a toxidade do oxigênio mediante radicais livres, revolucionando o ambiente científico da época.
Se graduou como bioquímica e farmacêutica na Universidade de Buenos Aires. Começou a trabalhar no instituto Houssay onde se doutorou com uma tese sobre o potássio plasmático, em 1939, dando lugar ao método Gerschman-Marenzi para poder medir o teor de potássio no sangue.
Terminada a Segunda Guerra Mundial, Rebeca realiza uma especialização em Rochester, Nova Iorque, Estados Unidos. Em 1954 postula sua tese sobre a incidência do oxigênio em certas enfermidades e no envelhecimento; esta teoria passou ser conhecia como teoria Gerschman. A teoria não foi totalmente aceita até que em 1969 Joseph McCord e Fridovich descobrem a enzima superóxido dismutase. A descoberta de Rebeca foi fundamental para entender as atuais teorias sobre os radicais livres e os antioxidantes.
Sua cátedra de fisiologia na Universidade de Buenos Aires se destacou por usar métodos não convencionais de docência para a época. Ela foi uma defensora dos direitos das mulheres no campo científico.